# Пежо тип 68
Пежо тип 68 (фр. Peugeot Type 68) је био аутомобил произведен 1905. од стране француског произвођача аутомобила Пежо у њиховој фабрици у Оданкуру. У тој години је произведено 276 јединица.
Аутомобил је покретао четворотактни, једноцилиндрични мотор снаге 8 КС и запремине 883 cm³ код варијанти 68 А и 68 Б, а код варијанте 68 Ц мотр је имао запремину 987 cm³. Мотор је постављен напред и преко карданског преноса давао погон на задње точкове.
Тип 68 је произведен у три варијанте 68 А, 68 Б и 68 Ц. Међуосовинско растојање је 2000 мм, а размак точкова 1150 мм, дужина 2080 мм ширина 1450 мм. Каросерија је типа tonneau и фетон са простором за четири особе. Варијанта 68 Ц је произведен и као тркачки ауто.